# Simonffy András
Simonffy András [eredeti név: Simonffy-Tóth András] (Szeged, 1941. augusztus 6. – Ajka, 1995. december 16.) kétszeres József Attila-díjas (1974, 1982) magyar író.

## Életpályája
Az ELTE magyar–olasz szakát végezte el. 1964–1968 között az Egyetemi Lapok és az Esti Hírlap munkatársa, majd szabadfoglalkozású író. 1973–1976 között az Új Írás rovatvezetője volt. 1973-–1974 között a Mozgó Világ folyóirat főszerkesztője volt. 1989-ig ismét szabadfoglalkozású volt, majd az Életünk főmunkatársa lett. 1992-től a Hitel folyóirat főszerkesztője volt.
Első kötete az 1960-as évek végén kibontakozó nemzedék „közérzet-irodalmának” nyitánya volt. A lázadás gesztusát következő kötetében a rezignáció váltja fel. Legsikeresebb műve a Kompország katonái (1981) című történelmi kollázsregénye. Olaszból fordított.

## Művei
- Lázadás reggelig (elbeszélés, 1965)
- Egy remek nap (elbeszélés, 1973)
- Idegen a városban (regény, 1976)
- A világnagy zsíroskenyér (elbeszélés, 1977)
- Kompország katonái (történelmi kollázsregény, 1981)
- Rozsda ősz (visszaemlékezés, 1990)
- Várunk rám (elbeszélés, 1990)
- Itáliai levelek (válogatta: Sándor Kata, 1997)
- A zenélő gondola. Válogatott novellák, 1965-1977; vál., szerk., utószó Tarján Tamás; Holnap, Bp., 2001

## Díjai, kitüntetései
- József Attila-díj (1974, 1982)
- A Magvető Könyvkiadó Nívódíja (1981)
- A Szépirodalmi Könyvkiadó Nívódíja (1985)
- Gáll István-díj (1986)
- Artisjus Irodalmi Díj (1988)
- A Magyar Köztársasági Érdemrend tisztikeresztje (1994)
- A Művészeti Alap Irodalmi Díja (1994)
- MR drámapályázatának díja (1995)